# Антигетьманське повстання (1918)
Антигетьманське повстання — ліве повстання у листопаді — грудні 1918 року, внаслідок якого Українську Державу було повалено і замість неї встановлено Директорію Української Народної Республіки

## Передумови
29 квітня 1918 року відбувся Всеукраїнський з'їзд хліборобів у Києві, на якому одноголосно було проголошено Павла Скоропадського гетьманом всієї України. Центральна Рада була усунута від влади, а замість УНР було утворено Українську Державу.
Павло Скоропадський у своїй політиці тримався консервативних поглядів. Оскільки політичною опорою гетьмана були великі землевласники, Скоропадський провів деякі реформи, які не були популярними серед українських селян. Недовіра до Скоропадського з боку селян підбурювалась соціал-революційними (есери) та соціал-демократичними (есдеки) партіями, основними діячами яких були Володимир Винниченко та Симон Петлюра.
14 листопада 1918 року гетьман Скоропадський видав «Федеративну Грамоту», в якій ішлося про федерацію в майбутньому з небільшовицькою Росією. Вона прискорила початок повстання, призвела до швидкого розвитку та поширення кола його учасників. Сам Скоропадський згадував, що він вбачав у майбутній федеративній державі союз, за якого Україна розквітла б, відродила культуру та мову та почала стрімко розвиватись.

## Перебіг антигетьманського повстання
13 листопада в Києві відбулось засідання соціалістичних партій України, і було прийняте рішення про утворення Директорії УНР. Розпочалось антигетьманське повстання. 14 листопада члени Директорії прибули до Білої Церкви, яка і стала центром повстання. На той час у Білій Церкві стояв Окремий загін Січових Стрільців (Приблизно 1500 солдатів). Січові Стрільці були опорою всієї Директорії, і підтвердження цього можна знайти у словах її голови Володимира Винниченка:
… але головною нашою силою, на яку я принаймні найбільше рахував, був полк Січових Стрільців, галичан, що стояв у Білій Церкві. Він мав півтори тисячі баґнетів, був зразково дисциплінований і складався з національно свідомого елементу. Цей полк на думку орґанізації, мав би служити ядром повстання, круг якого гуртувались би инчі наші сили…
Однак, все ж таки відчувався брак добре дисциплінованих та озброєних солдатів. Учасники повстання боялись зустрітись із німецькою армією в Києві, частини якої нараховували 200 тисяч солдатів. Розглядався план про видачу зброї населенню Києва, для підтримки повсталих, однак цього все одно було недостатньо. Але, скориставшись тяжкою ситуацією в Німеччині, представники Директорії уклали договір із німецькою армією про нейтралітет. За свідченнями Скоропадського, Директорія схилила на свій бік німців та деякі збільшовичені українські частини, пообіцявши їм землю та дозвіл на пограбування Києва.
15 листопада на стінах київських будинків з'явились листівки Директорії, які закликали до всенародного антигетьманського повстання. Перші військові дії між гетьманськими військами та Директорією розпочались 16 листопада, коли Січові Стрільці в м. Біла Церква, роззброїли сотню Державної Варти.
З м. Біла Церква січові стрільці рушили на Київ, але супроти них виступили гетьманські війська. 18 листопада 1918 відбувся бій під Мотовилівкою, в якому заколотники перемогли. Однак на заваді швидкому захопленню Києва стали німецькі війська, що перебували в Україні, а чисельність їх була значною. Німецьке командування заявило Директорії, що не допустить входу її військ до столиці.
Слідом за січовими стрільцями проти гетьмана повстали чорноморці в м.Бердичів, запоріжці в Харківській губернії, сірожупанники в Чернігівській губернії. Фактично більшість наявних збройних сил тодішньої незалежної України підтримала повалення Скоропадського. Його владу захищали лише Сердюцька дивізія та нечисленні загони з колишніх офіцерів старої російської царської армії, які не приховували своїх антиукраїнських поглядів. Офіцерські дружини сформувались у Києві та інших губернських центрах України. Також значна частина гетьманських військ, особливо на півдні України, зразу ж після початку протигетьманського повстання оголосили про приєднання до Добровольчої армії Денікіна та підняли російський трикольоровий прапор замість українського. Це стосувалось в основному частин Херсонського та Катеринославського корпусів.
До повстання також почали приєднуватись селяни, які обирали собі отаманів та «батьків» і різні авантюристи, які бачили в цьому шанс збагатитися. Багато з повсталих селян на чолі зі своїми отаманами, як свідчать багато документальних джерел, притримувалися відверто більшовицьких поглядів. Володимир Винниченко у своїх спогадах писав, що з більшовиками як всередині України, так і в РСФСР були домовленості, що вони допоможуть скинути гетьмана, але буцімто не захоплюватимуть України. Сталося не так.
18 листопада запоріжці зайняли Харків та встановили там владу Директорії, 27-29 листопада влада гетьмана впала в Полтаві, 1 грудня в Житомирі. Також доволі легко встановилася влада Директорії УНР в Подільській губернії. 10 грудня російськоналаштовані вояки 8-го Катеринославського корпусу залишили м.Катеринослав та вирушили до Криму на з'єднання з Добрармією. Катеринослав перейшов під владу УНР. 11 грудня війська Директорії зайняли Одесу. Російські білогвардійці — колишнє командування та частина вояків 3-го Херсонського корпусу військ України — сховалися в порту під захистом військово-морських сил Франції, які прибули в Одесу наприкінці листопада. До середини грудня 1918 р. крім м.Київ, влада гетьмана повсюдно перестала існувати. Командування військ Німеччини, бачачи, що Скоропадський не користується підтримкою населення, домовилося з Директорією про безперешкодний вступ її військ до столиці. 14 грудня 1918 гетьман оголосив своє зречення від влади та під захистом німецьких військ виїхав до Німеччини.

## Наслідки
15 грудня 1918 війська Директорії увійшли до Києва. До влади в Україні повернулись діячі УНР. 19 грудня відбувся урочистий в'їзд Директорії до Києва. Відбувся військовий парад. Директорія скасувала всі закони та розпорядження, видані за влади гетьмана. Хоча при гетьманському уряді й були присутні російські імперські сили шовіністичного спрямування, які хотіли знищення української незалежності, повалення Гетьманату стало фатальним кроком, як суто для директорії УНР, так й для всієї Української державності та незалежності взагалі, оскільки сама Директорія не мала достатніх сил, щоб втримати незалежність України вже головним чином від Радянської Росії.
В результаті повстання відбулось очищення збройних сил незалежної України від відверто українофобського елементу. Вони знову, як до гетманського перевороту, називалися армія УНР. Проте в них залишилися переважно прості вояки та молодші старшини, тоді як вище та середнє офіцерство перейшло до російських білих на Дон, Крим, Кубань. Одним з наслідків антигетьманського повстання було також і те, що розпочалася війна між Білою Росією і Україною. Російські білогвардійці втратили велику матеріальну підтримку, що надавала їм гетьманська Україна для боротьби з більшовиками, тому вони не жалкували слів, щоб затаврувати «ізмєнніків» — «петлюрівців». Останню назву-клише також використали російські більшовики в своїй пропаганді.
Також в результаті повстання виникла величезна кількість невеликих або й досить значних збройних загонів на чолі зі своїми отаманами, які або лише формально входили до складу армії УНР (наприклад дивізія Григор'єва), або взагалі нікому не підкорялись. Надалі вони зробили багато, щоб скомпроментувати ідею української незалежності різними грабунками та вбивствами, зокрема єврейського населення.

## Хронологія
- 13 листопада 1918 — на засідання соціалістичних партій приймається рішення про утворення Директорії УНР
- 14 листопада 1918 — «Федеративна Грамота» П. П. Скоропадського
- 14 листопада 1918 — Уряд С. Гербеля
- 16 листопада 1918 — Початок очолюваного Директорією УНР повстання проти гетьмана
- 18 листопада 1918 — Захоплення Харківської губернії військами отамана Болбочана
- 18 листопада 1918 — Призначення гр. Келлера командувачем збройними силами Української держави
- 27 листопада 1918 — Захоплення Полтавської губернії військами отамана Болбочана
- 27 листопада 1918 — Призначення кн. Довгорукого командувачем збройними силами Української Держави
- 14 грудня 1918  — Зречення гетьмана П. П. Скоропадського